# エリカ・キャンベル
エリカ・キャンベル（Erica Campbell、1981年5月12日 - ）は、アメリカ合衆国のモデル、女優。